# 이구아나의 밤
이구아나의 밤(The Night Of The Iguana)은 미국에서 제작된 존 휴스턴 감독의 1964년 드라마 영화이다. 리차드 버튼 등이 주연으로 출연하였고 존 휴스턴 등이 제작에 참여하였다. 테네시 윌리엄스의 동명 희곡이 영화의 원작이다.

## 출연

### 주연
- 리차드 버튼
- 에바 가드너

### 조연
- 데보라 카
- 수 라이온
- 스킵 워드
- 그레이슨 홀
- 시릴 드르반티
- 메리 보이런

## 제작진
- 원작자: 테네시 윌리엄스
- 의상: 도로시 지킨스
- Ass-PD: 샌디 화이트로